# 木彫りの熊
木彫りの熊（きぼりのくま）は、北海道を代表する郷土玩具・民芸品。木彫り熊、熊の木彫り、あるいは熊彫りなどともいう。
這熊・立熊・すわり熊・鮭負熊など、クマのさまざまな姿態を表現して彫り上げたもので、ポーズや表情が千差万別であるのみならず、その彫り方も荒彫りや毛彫りなど、土地により少しずつ違いがあるのが特徴。

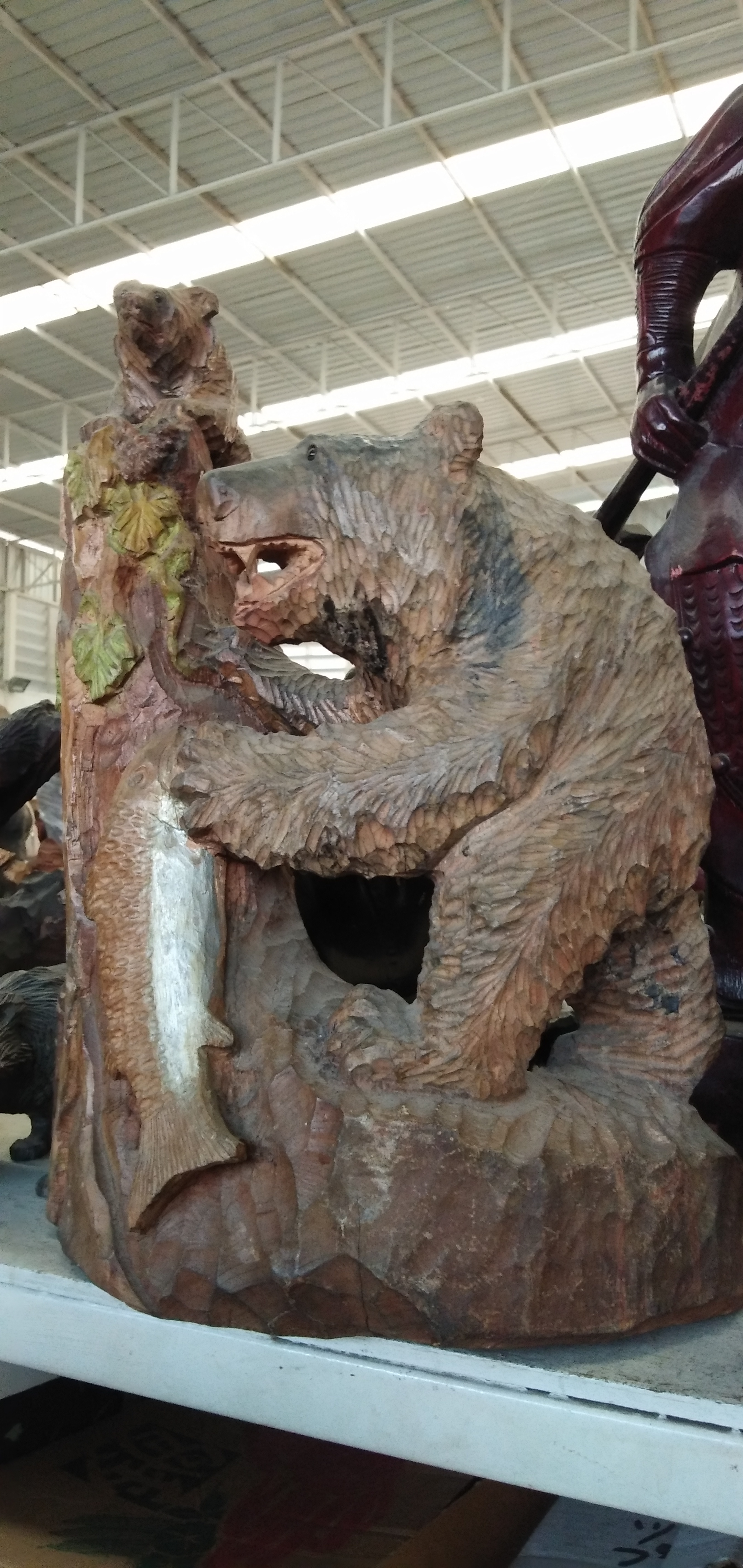
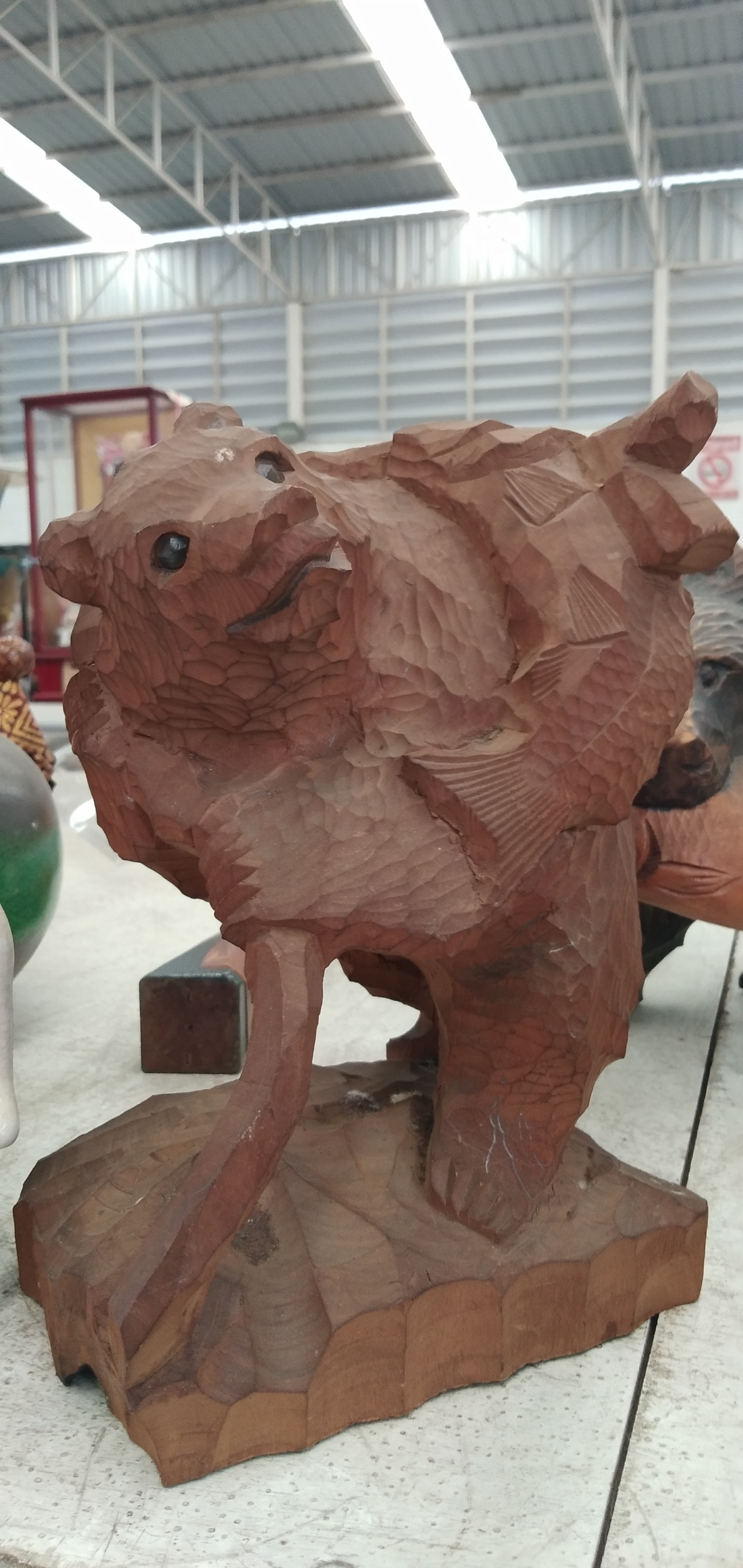
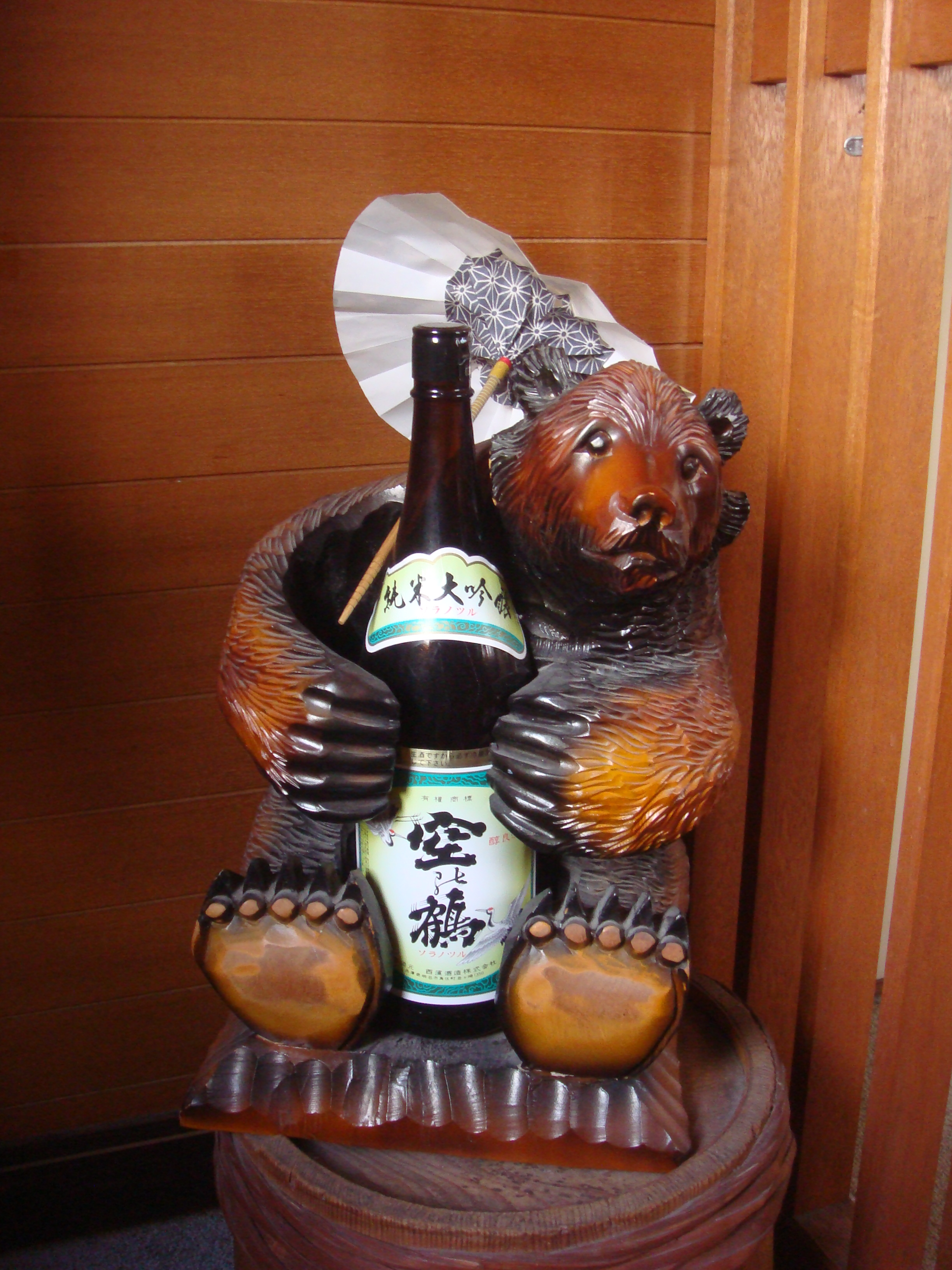
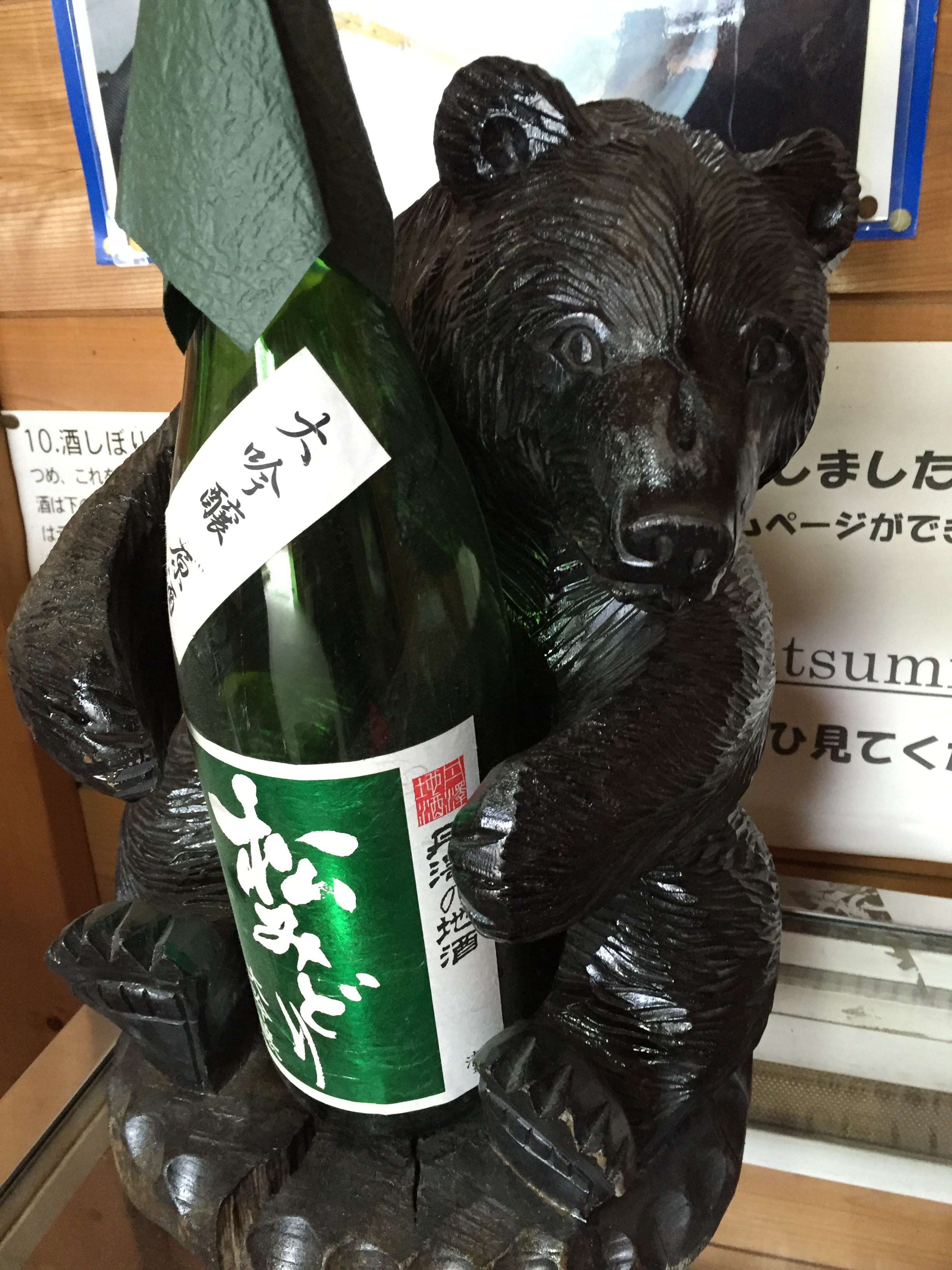

大正13年、徳川義親の唱導により、開拓民の副業として八雲村の「徳川農場」で試作されたのがはじまり。北海道は「郷土玩具不毛の地」といわれてきたが、昭和に入って全国に知られるようになり、戦後の観光ブームの波に乗って人気を獲得、昭和40年代にそのピークを迎えた。

## 由来
現在、木彫りの熊は「アイヌの伝統工芸品」とのイメージが強い。だが、伝統的なアイヌ文化においては「リアルに象られた物は、魂を持って悪さをする」との考えがあり、アイヌは動植物、あるいは人物の姿をリアルな形で木彫としたり、絵画として描いたり、織物に織り込むことはしなかった。ましてカムイとされるヒグマをリアルな姿で木に彫り込むのはあり得ないことだった。しかし、続縄文時代・擦文時代の北海道の遺跡からは熊形意匠の遺物が出土されている。また、アイヌ文化においても、サパンペ（冠）の前部、あるいはイクパスイ（神に酒を捧げる神具）など儀礼にかかわる物品には、熊やシャチの姿を彫り込む場合もあった。
現在の熊の木彫りは、尾張徳川家の当主であった徳川義親が、1921年（大正10年）から1922年（大正11年）にかけての欧州旅行の際に立ち寄ったスイスのベルンでお土産として熊の木彫りを購入したことが契機である。翌1923年（大正12年）に、北海道二海郡八雲町にある旧尾張藩士たちが入植した農場「徳川農場」に送り、農場で働く農民たちや付近のアイヌに、冬期の収入源として熊の木彫りを生産するよう勧めた。その結果、1924年（大正13年）に開催された第1回八雲農村美術工芸品評会に北海道で最初に作られた熊の木彫りが出品された。1927年（昭和2年）には展覧会で入賞して秩父宮雍仁親王に献上され、1928年（昭和3年）には八雲の開墾50周年を記念して熊彫展覧会が開かれる等、八雲の木彫り熊は次第に世に知られるようになり、昭和初期には年間5,000体が生産されたという。
しかし、八雲町での木彫り熊の生産は次第に衰退し、2012年現在で生産者は一人のみになっている。八雲町には、2012年4月25日に八雲町郷土資料館内に八雲木彫り熊展示室が開設されており、2014年4月1日にはリニューアルされて八雲町木彫り熊資料館としてプレオープンしている。この資料館には、徳川義親がスイスから持ち帰った木彫り熊や、北海道第1号の木彫り熊をはじめとする多数の木彫り熊が展示されている。また、資料館が位置する八雲町公民館の敷地内には木彫熊北海道発祥記念碑が建立されている。
一方、旭川市では、1926年（昭和元年）にアイヌの松井梅太郎が木彫り熊を作ったことをきっかけに、木彫り熊の生産が盛んになった。当時旭川には第七師団があり、本州から来た軍人家族などへの土産ものとして人気となったという。旭川の木彫り熊は、八雲の影響を受けているという説と、独自のものであるという説がある。1936年（昭和11年）に昭和天皇が北海道を行幸した際には、八雲と旭川からそれぞれ木彫り熊が献上された。

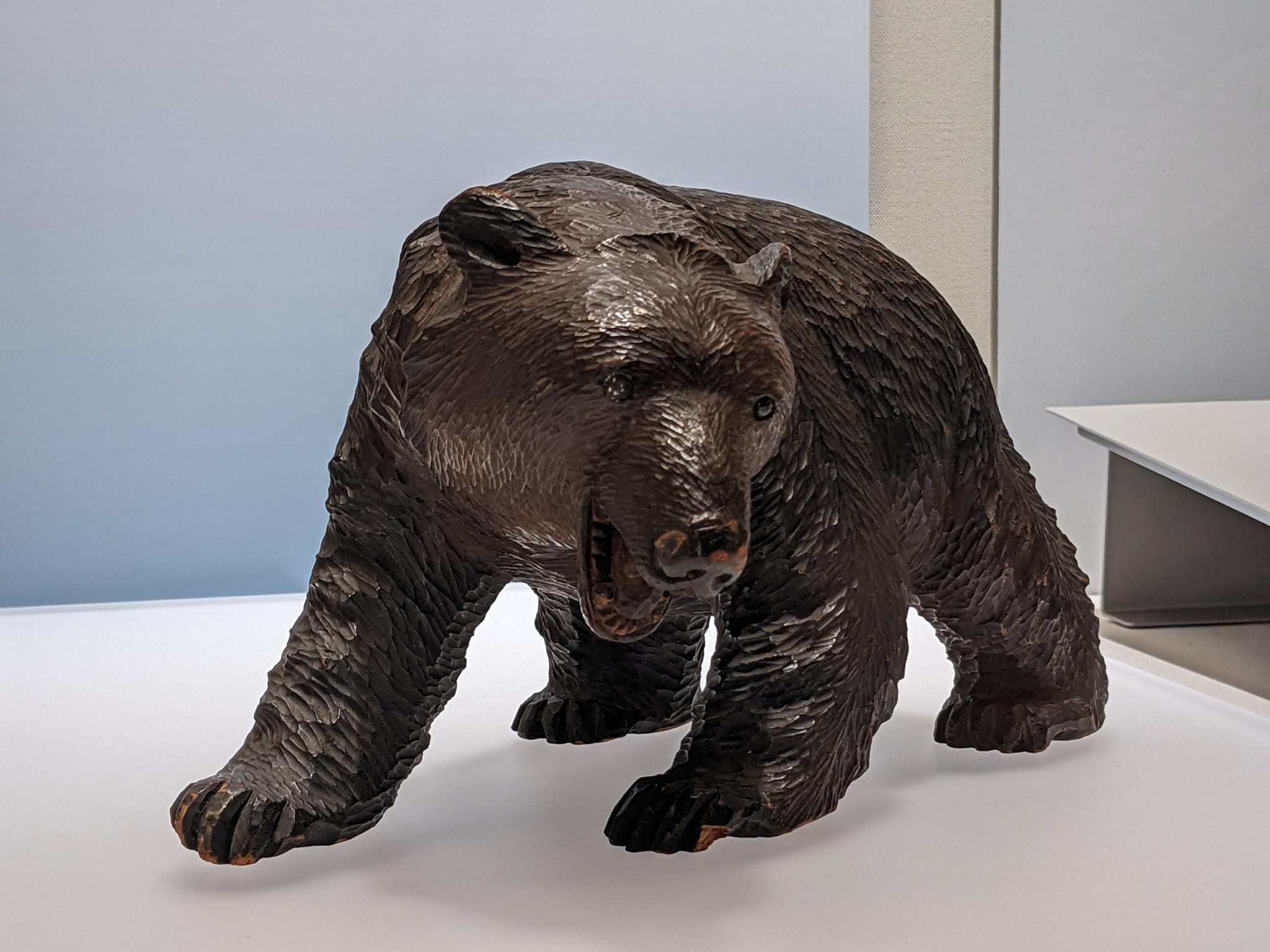
ウポポイ所蔵作品
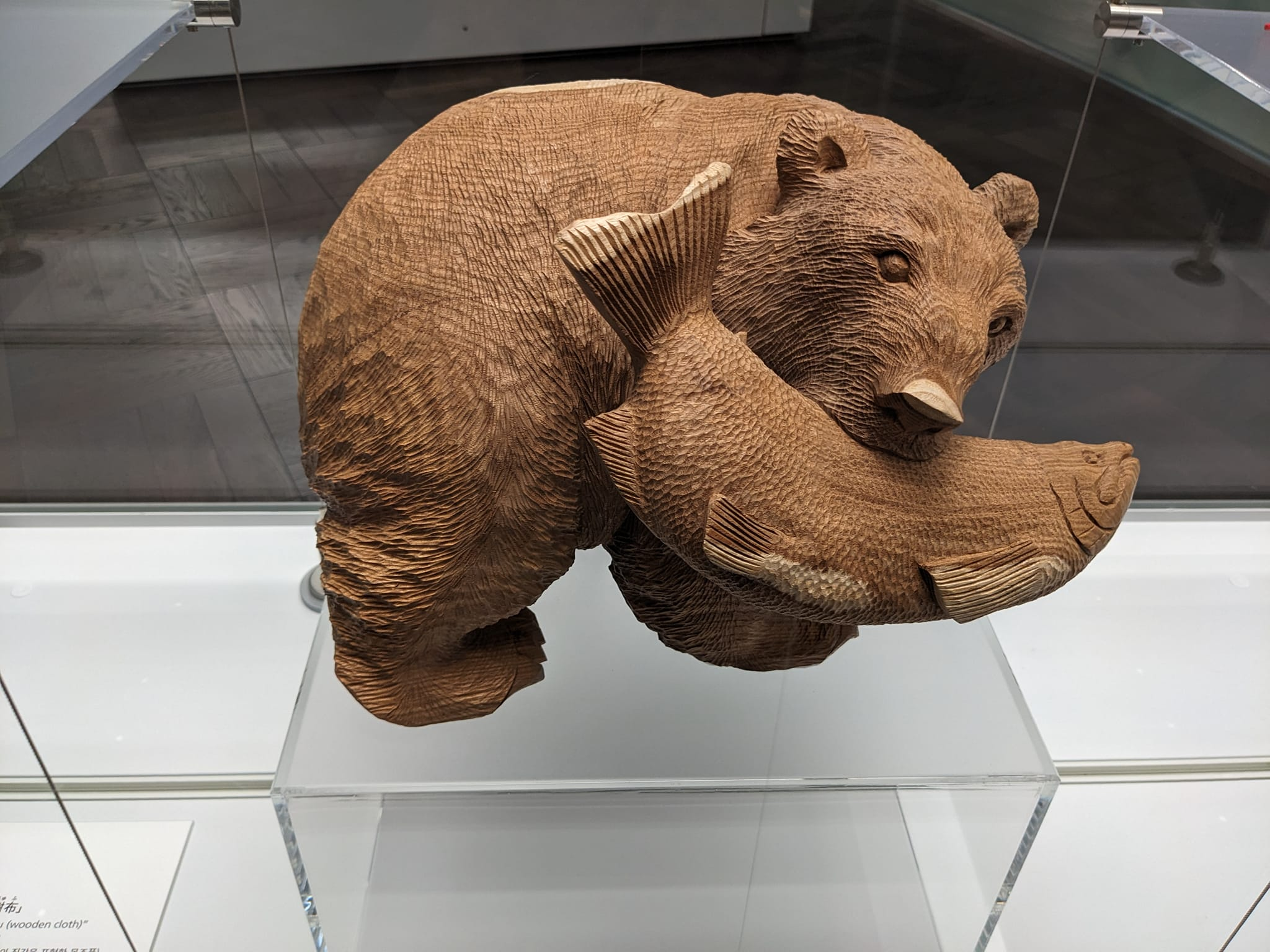
ウポポイ所蔵作品

## 現状

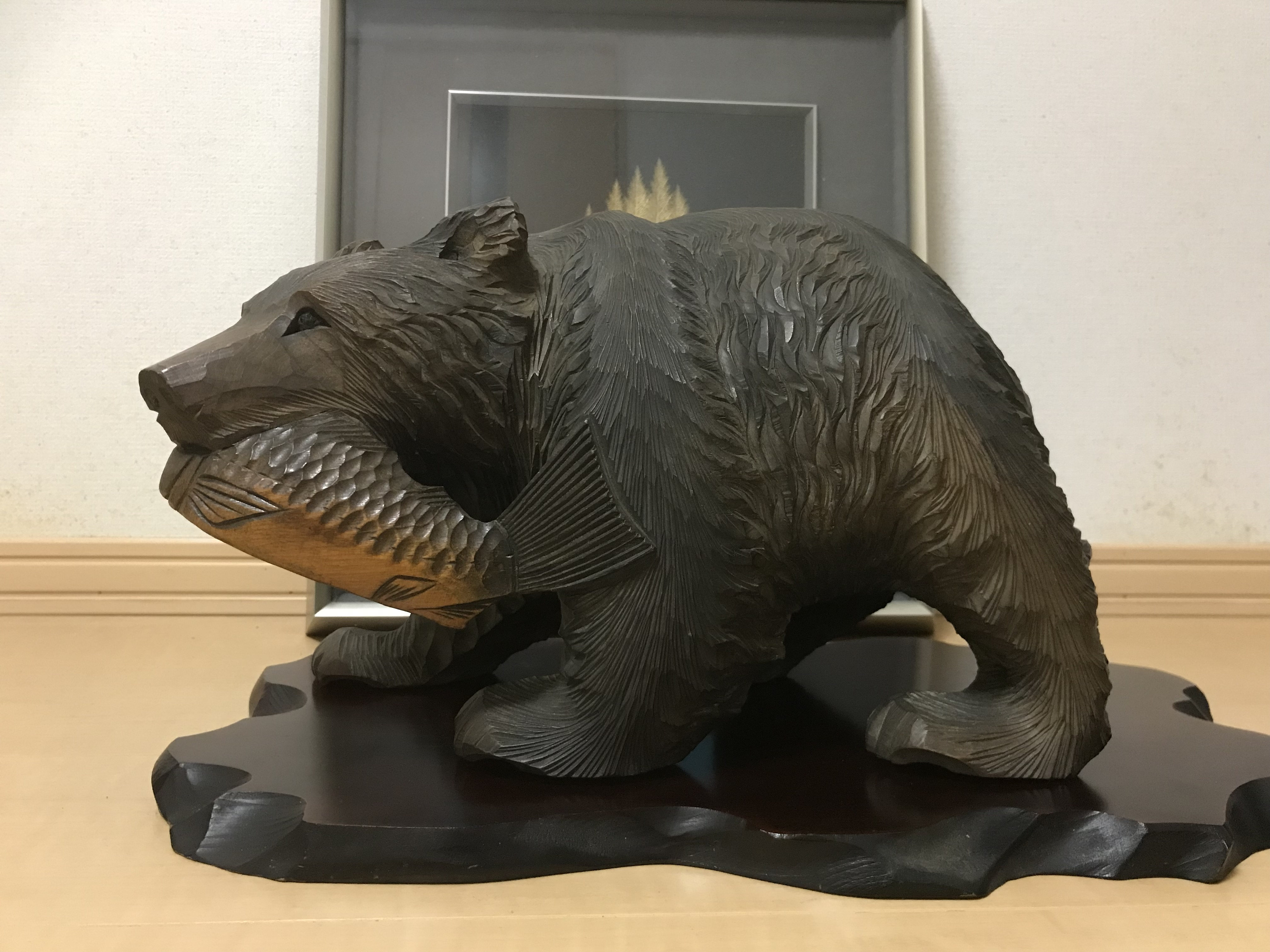
アイヌの土産の置物

一時は隆盛を誇った「木彫りの熊」であるが、現在では土産物の主役の座を譲り、職人の数も減り続けている。一方で、21世紀に入ってからは北海道教育大学の阿部吉伸准教授をはじめ、伝統的な美術工芸品として見直しアカデミックにルーツを探ろうとする動きが現れている。また、コレクターも登場している。アレンジ作品も多々存在し、「捕まえた鮭を背負う熊」「立場が逆転し鮭に噛まれる熊（食われ熊）」「跳ねた拍子に四つん這いのリングマのアゴにぶつかるコイキング」など種類も豊富。デフォルメされたぬいぐるみも存在する。